# Мумія (фільм, 2017)
«Мумія» (англ. The Mummy) — американський пригодницький гостросюжетний фільм, знятий Алексом Куртцманом. Він є перезапуском фільмів про Мумію, а також першим фільмом кіновсесвіту монстрів Universal. Прем'єра стрічки в Україні відбулася 8 червня 2017 року.
Фільм розповідає про військового армії США Ніка Мортона, який випадково знаходить в іракській пустелі мумію єгипетської принцеси Амонет. Оживши, мумія прагне вселити в нього бога зла Сета, щоб виконати прадавню угоду й правити світом.

## Сюжет
У 1127 році лицарі-хрестоносці ховають одного зі своїх соратників. До однієї з трун вони кладуть коштовний камінь. У наш час під час прокладання тунелю метро робітники знаходять лицарське поховання. Доктор Генрі Джекіл з таємної організації наказує евакуювати робітників. З барельєфу на стіні він впізнає історію єгипетської принцеси Амонет. Вона була спадкоємицею фараона Менепхтора, поки його друга дружина не народила сина. Задля отримання влади Амонет уклала угоду з богом Сетом: він забезпечить їй прихід до влади, а принцеса вселить Сета магічним кинджалом у свого коханця і вони будуть правити разом. Принцеса вбила матір, батька й новонародженого брата, проте не встигла вдарити кинджалом коханця. Її спіймали та заживо поховали в саркофазі, який сховали далеко за межами Єгипту.
В Іраку солдат Нік Мортон і його друг Кріс Вейл, вирушивши на розвідку, замислюють знайти скарби, сховані в селищі бойовиків. Авіаудар обвалює склепіння єгипетської гробниці. Жінка-археолог Дженіфер Голсі, колишня коханка Ніка, прибуває дослідити гробницю. Спустившись туди з Ніком і Крісом, вона виявляє саркофаг, занурений у колодязь зі ртуттю, яка за повір'ям захищає від злих сил. Через сварку випадково вмикається механізм, який піднімає саркофаг. Нік бачить видіння, в якому Амонет дякує йому за звільнення. Знахідку відправляють до Англії, та за саркофагом слідує зграя ворон і буря.
Під час польоту Нік бачить видіння того як був коханцем Амонет. Укушений сольпугою Вейл вбиває полковника Форстера, але Нік застрелює його. Зграя ворон наздоганяє літак, спричиняючи аварію. Мортон не встигає взяти парашут і гине при падінні.
Наступного дня Нік отямлюється в морзі. Привид Вейла повідомляє, що їх обох проклято. Прибула на опізнання тіла Дженіфер рада бачити Ніка живим, але не може пояснити як він уцілів. Тим часом пошукова команда знаходить уламки літака і саркофаг. Мумія Амонет випиває життєву силу з людей та піднімає мерців на службу собі. Голсі припускає, що кинджал Амонет було викрадено з Єгипту хрестоносцями. Нік знову бачить привид Кріса, що винить його в своїй смерті та наказує слухатися Амонет. Голсі переконує Мортона, що це наслідки вдихання парів ртуті, та скоро погоджується — відбувається щось надприродне. Амонет же дістається до абатства, де випиває життя з усіх на шляху і створює армію рухомих мерців. Кріс із Дженіфер вирішують знайти саркофаг аби пересвідчитися чи володіє мумія якоюсь магічною силою. Єгипетська принцеса знаходить свій кинджал у релікварії абатства і хоче вдарити ним Кріса, проте помічає, що на зброї немає каменя. Скориставшись нагодою, Мортон тікає разом з Голсі на авто, прихопивши кинджал. Археолог розуміє — Амонет зумисне спричинила падіння літака біля абатства. Мерці переслідують авто, та на допомогу приходять спецпризначенці Джекіла.
Генрі Джекіл, пояснює, що Дженіфер є агентом його таємного товариства, що займається вивченням і усуненням надприродних загроз. Джекіл захопив Амонет і планує забальзамувати її, щоб виконати розтин. Натомість Дженіфер хоче дізнатися від принцеси таємниці Стародавнього Єгипту. Амонет спокушає Ніка обіцянками влади над світом і безсмертя дозволити впустити в себе Сета. Коли він відмовляється, принцеса намагається схилити на свій бік Голсі словами, що Джекіл уб'є Ніка аби тільки не впустити Сета в наш світ. Генрі зізнається, що хоче вставити камінь у кинджал, дозволити вселити Сета в Мортона і тоді вбити бога зла. Він каже, що Нік був обраний мумією, позаяк він спритний злодій і брехун без моральних принципів. Принцеса в цей час зачакловує персонал товариства, щоб звільнитися.
Нік лишається в одній кімнаті з Джекілом, коли той не приймає вчасно сироватку, що стримує його зле альтер-его — містера Гайда. Він вколює йому ліки й тікає в пошуках каменя. Амонет виходить на вулиці Лондона, який накриває піщаною бурею. Привид Вейла допомагає знайти камінь, сподіваючись прислужити цим принцесі та тим самим звільнитися від прокляття. Амонет випереджає їх, піднімає мертвих хрестоносців, які добувають коштовність.
У катакомбах Лондона Амонет наздоганяє Ніка, а Дженіфер топить. Тоді Мортон вихоплює кинджал і збирається розбити камінь, але Амонет попереджає його, що в такому разі буде неможливо повернути до життя Голсі. Тоді Нік сам заколюється кинджалом, отримуючи силу Сета, та випиває життя з Амонет. Завдяки спогадам про тих, хто добре відгукувався про нього, Нік пригнічує в собі силу зла та повертає до життя Дженіфер, однак воліє піти, щоб нікому не нашкодити.
Незабаром Дженіфер зустрічається з доктором Джекілом, і вони обговорюють чи зазнає Нік впливу Сета. Мумію Амонет ховають у саркофазі зі ртуттю. Джекіл сподівається розшукати Ніка та скористатися його силою в боротьбі проти зла. Нік же воскрешає Вейла і вони вирушають на пошуки нових пригод.

## У ролях
| Актор             | Роль                                   |
| ----------------- | -------------------------------------- |
| Том Круз          | сержант Нік Мортон                     |
| Софія Бутелла     | принцеса Амонет (мумія)                |
| Аннабелль Волліс  | археолог Дженіфер (Дженні) Голсі       |
| Джейк Джонсон     | капрал Крис Вейл                       |
| Рассел Кроу       | доктор Генрі Джекіл/містер Едвард Гайд |
| Хав’єр Ботет      | Сет                                    |
| Кортні Венс       | полковник Гідеон Форстер               |
| Селва Расалінгам  | фараон Менепхтор                       |
| Марван Кензарі    | Малік                                  |
| Честі Бальєстерос | Кіра Лі                                |
| Різ Кемптон       | керуючий будівництвом                  |
| Ділан Сміт        | пілот                                  |

## Український дубляж
- Фільм надано компанією «Юніверсал».
- Дубльовано студією «LeDoyen» на замовлення компанії «B&H Film Distribution».
- Переклад Олега Колеснікова
- Режисер дубляжу — Ольга Фокіна
- Звукорежисер — Олена Лапіна
- Координатор дубляжу — Ольга Боєва
- Зміксовано студією «LeDoyen».

### Ролі дублювали
- Андрій Самінін — Нік
- Вікторія Москаленко — Дженні
- Євген Пашин — доктор Джекіл
- Роман Чупіс — Кріс
- Антоніна Якушева — Аманет
- Григорій Герман
- Дмитро Гаврилов
- Олена Бліннікова
- Дмитро Бузинський

## Виробництво

### Розробка
16 липня 2014 року компанія «Universal» оголосила про те, що Алекс Куртцман і Кріс Морган займуться розробкою перезапусків усіх класичних фільмів про монстрів, що включають «Франкенштейна», «Дракулу», «Людину-вовка», «Істоту з Чорної Лагуни», «Людини-невидимку», «Наречену Франкенштейна» та «Мумію». Першим фільмом стала «Мумія».
Наприкінці місяця було призначено нову дату релізу - 24 червня 2016 року. Дженні Люмет з «Рейчел виходить заміж» була залучена для подальшого переписування. Люмет вирішила перетворити головну героїню з чоловіка на жінку, не повідомивши про це студію заздалегідь. Письменниця прагнула олюднити антагоніста, щоб він не був «злом заради зла» чи «не тужив за втраченим коханням». Ще одна затримка призвела до того, що фільм перенесли на 24 березня 2017 року.

### Зйомки
Зйомки фільму почались 3 квітня 2016 року в Оксфорді.
Сцена невагомості була знята за шістдесят чотири дублі протягом двох днів у падаючому літаку. Як повідомляється, багато членів знімальної команди нудило під час цієї сцени, а декого навіть вирвало, за винятком головних зірок. Том Круз і Аннабель Волліс по-спражньому пишалися цим трюком.
Дизайн і стать мумії змінили, щоб уникнути схожості з головним лиходієм х/ф Люди Ікс: Апокаліпсис (2016).

## «Пасхалки» у фільмі
- У кабінеті Джекіла є рука монстра і череп вампіра.
- Коли Дженні б'ється з охоронцем Джекіла у бібліотеці, на землю падає Книга мертвих з трилогії «Мумія».
- Амонет висмоктує життя зі своїх жертв так само як це робив Імхотеп в ранішій трилогії фільмів.
- Амонет супроводжує пісок з її обличчям так само, як Імхотепа.
- Сам Доктор Джекіл є персонажем роману «Химерна пригода з доктором Джекілом та містером Гайдом».

## Супутня продукція
- The Mummy Demastered — відеогра жанру метроїдванія, створена за мотивами фільму, видана 24 жовтня 2017 року для Nintendo Switch, PlayStation 4, Xbox One і Windows. Виконана в стилі 16-ибітних консольних ігор початку 1990-х[10]. На відміну від фільму, на якому заснована, ця гра зібрала вельми високі оцінки критиків[11]. Деякі видання називали The Mummy Demastered кращою за фільм «Мумія»[12][13].